# ديفيد كوربيت
ديفيد كوربيت (بالإنجليزية: David Corbett)‏ (1 فبراير 1910 في المملكة المتحدة - 1995) هو مدرب كرة قدم ولاعب كرة قدم بريطاني (وحمل سابقاً جنسية المملكة المتحدة لبريطانيا العظمى وأيرلندا) في مركز نصف الجناح. لعب مع دندي يونايتد ونادي دمبرتون ونادي سانت ميرين ونادي ساوثبورت وهارت أوف ميدلوثيان ووست هام يونايتد وCamelon Juniors F.C. ‏ ولينليثغو روز ‏ ونادي آير يونايتد.